# Hortense Haudebourt-Lescot
Hortense Haudebourt-Lescot, née Antoinette Cécile Hortense Viel à Paris le 14 décembre 1784 et morte dans la même ville le 2 janvier 1845, est une artiste peintre française.
Elle est l'auteure de scènes de genre, de portraits et de peintures d'histoire.

## Biographie
Hortense Haudebourt-Lescot est connue sous trois noms successifs. Le premier est celui de sa naissance : née le 14 décembre 1784 sous le nom d’Antoinette Hortense Cécile Viel, elle est la fille de Jean-Baptiste Viel, parfumeur et bourgeois de Paris et de Cécile Lejeune, mariés en 1778 à Paris.
Durant le Premier Empire, elle signe ensuite ses œuvres du nom de « Lescot », qui est le patronyme de son beau-père et sous lequel elle se fait connaître initialement. Devenue veuve en 1786, sa mère avait épousé en secondes noces le pharmacien Jean Louis Lescot (1754-1843), originaire d’Argentan, dans l’Orne. Le mariage a lieu à Paris le 9 août 1794 et le couple s’installe au 14, rue de Gramont où se déroule sa jeunesse.
Fin août 1816, Hortense Lescot est nommée peintre de Marie-Caroline de Bourbon, duchesse de Berry, jeune princesse italienne arrivée en France quelques mois plus tôt pour épouser le duc de Berry, neveu du roi Louis XVIII.
En octobre 1820, elle épouse à son tour Louis Pierre Haudebourt, architecte à Paris, d’où est issu un fils, Louis Philippe Léon Haudebourt, né en décembre de la même année. 
Le couple s'installe quelques années après dans le quartier de la Nouvelle Athènes. Elle y reçoit notamment l'élite artistique et littéraire de la capitale ainsi que de nombreuses vedettes du monde du spectacle. 
Connue sous le nom de Mlle Lescot, puis sous celui d’Hortense Haudebourt-Lescot, elle meurt dans le 2e arrondissement de Paris le 2 janvier 1845, à la survivance de son époux,  également mort au 11, rue La Bruyère dans le même arrondissement, en 1849.
Enfin, sa mémoire demeure attachée au 14, rue de Gramont, où se situent à la fois le domicile de sa jeunesse et la pharmacie de son beau-père, Jean Louis Lescot. Représentative des styles Empire et Restauration, la devanture de cette ancienne officine est répertoriée comme une œuvre d’art et conservée depuis 1912 à Paris au musée Carnavalet.

## Carrière artistique

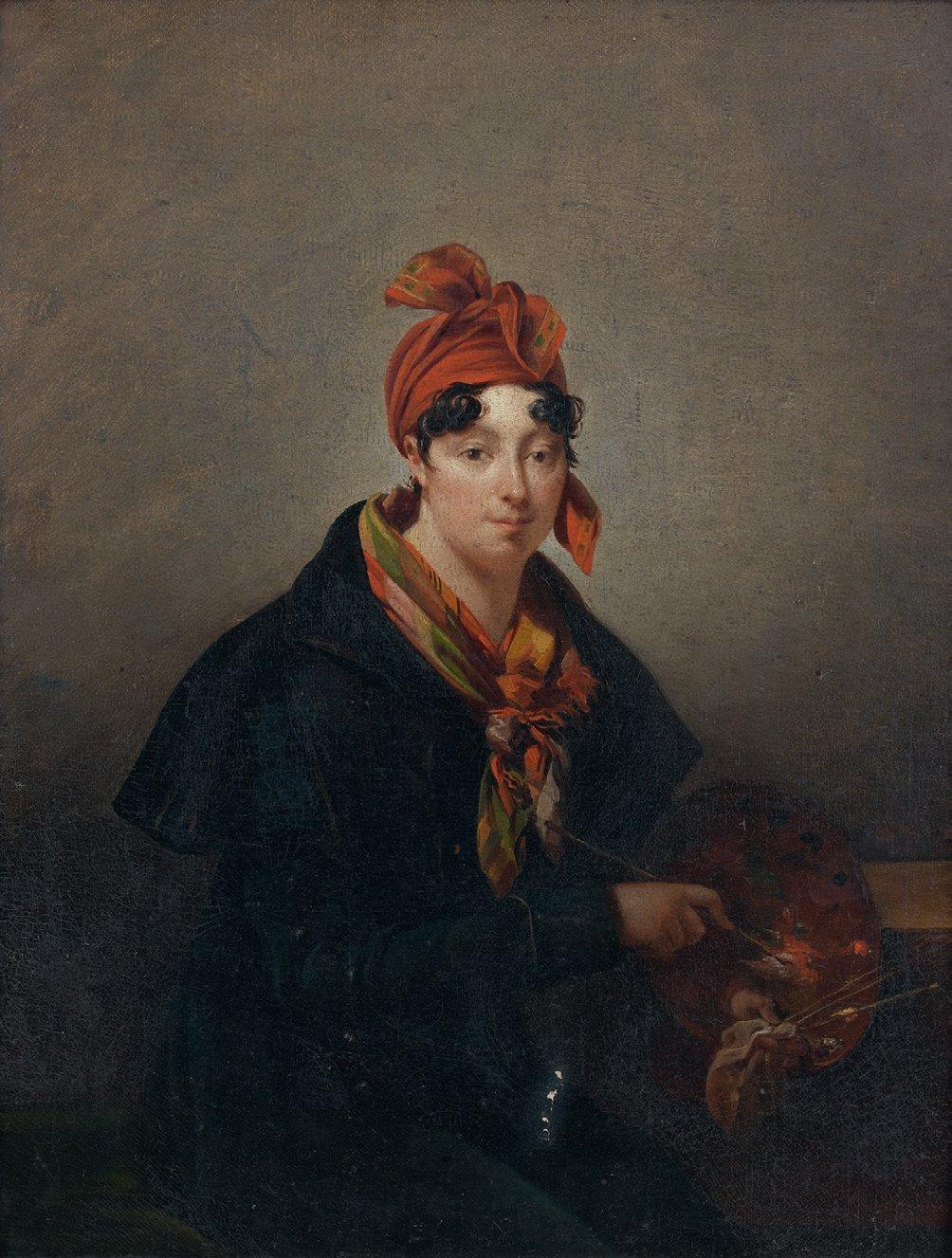
Hortense Haudebourt-Lescot, Autoportrait à la palette, huile sur toile.

Elle est élève de Guillaume Guillon Lethière (1760-1832)
Elle tient un atelier destiné aux élèves de sexe féminin. Parmi elles, on compte Marie-Ernestine Serret et Herminie Déhérain.
Son Autoportrait à la palette, non localisé, vendu pour 80 548 euros frais inclus lors de la dispersion d'une partie du mobilier du château de Digoine à l'hôtel Drouot à Paris, le 23 mars 2012, a représenté, au moment de la vente, le record mondial pour une œuvre de l’artiste,,.

## Œuvres dans les collections institutionnelles
États-Unis
- Washington, National Museum of Women in the Arts : Jeune fille assise à l'ombre d'un arbre, vers 1830, huile sur toile, 170 × 115,5 cm[17];
- Williamstown, Clark Art Institute : Le Voyage de noces, dit aussi Scène dans une auberge de campagne italienne ou Autoportrait de l'artiste et de son époux en voyage de noces, 1821 ou 1825, huile sur toile 51 × 61 cm[18],[19]

France
- Aix-en-Provence, musée Granet
  - Portrait d'homme (en buste), huile sur panneau, 14 × 12 cm[20];
  - Portrait de femme (en buste, pendant du précédent), huile sur panneau, 14 × 12 cm[20];
  - Un étameur, aquarelle, 25 × 19 cm[21];
- Angers, musée des Beaux-Arts : La leçon de lecture, dessin[22],[23];
- Besançon, musée des Beaux-Arts et d'Archéologie : 
  - Portrait de l'architecte Pierre-Adrien Pâris, 1809, huile sur toile, 70 × 59 cm, 876.4.2[24];
  - Femme mirant l'œuf, huile sur toile, 32,7 × 24,9 cm, 903.1.2[25];
  - Une jeune femme assise sur un tabouret, dessin, D.2086[26].
- Blois, musée des Beaux-Arts : Madame Amédée Thierry, née Anne Gabrielle Breschet (1817-1893), vers 1820-1845, huile sur toile, 100 × 81,5 cm, 995.6.2[27]
- Bordeaux, musée des Beaux-Arts : Profil d'homme, 1816, huile sur toile, 27 × 22 cm[28],[29];
- Châteauroux, Musée Bertrand : Vœu à la Madone pendant un orage, Salon de 1817 (no 530), huile sur toile, 98 × 80 cm, dépôt de l'État, 1896[30],[31],[32].
- Château-Thierry, musée Jean de La Fontaine : Le Meunier, son Fils et l'Âne, huile sur toile[33],[34].
- Cherbourg, musée Thomas-Henry : Jeune paysanne en prière (ou Prière à la vierge, Paysanne dans la campagne romaine), v. 1820-1835, huile sur toile, 32,9 × 24,6 cm[35] ;
- Compiègne, musée Antoine-Vivenel : Jeune mère allaitant son enfant, huile sur toile, 33 × 33 cm[36]
- Dijon, musée des Beaux-Arts : La Fontaine sainte ou Aqua Santa, 1819, huile sur toile, 50 × 41 cm[37],[38];
- Eu, musée Louis-Philippe : Marie d'Orléans, duchesse de Longueville, copie d'après Hyacinthe Rigaud, commande par Louis-Philippe pour le château d'Eu en 1835, huile sur toile, 61 × 53,5 cm[39];
- Fontainebleau, château de Fontainebleau : 
  - Le Baisement des pieds de la statue de Saint-Pierre dans la basilique Saint-Pierre de Rome, 1812, huile sur toile, 148 × 196 cm (dépôt du musée du Louvre)[40],[41].
  - Diane de Poitiers demande à François 1er la grâce de son père, 1819, huile sur toile, 210 × 112 cm (dépôt du musée du Louvre)[42].
- Libourne, musée des Beaux-Arts : Les Premiers pas de l’enfance, 1818, huile sur toile, 46 × 38 cm; Salon de 1819 (no 767) ; D. 82.1025.
- Montpellier, musée Fabre :
  - La Diseuse de bonne aventure, Salon de 1817, huile sur toile, 47,5 x 39,5 cm[43];
  - Le Meunier, son Fils et l'Âne, Salon de 1819, huile sur toile[44];
- Paris :
  - bibliothèque-musée de l'Opéra : Portrait de Daniel-François-Esprit Auber, vers 1827, huile sur toile, 115 × 88 cm[45].
  - musée Carnavalet : Deux élégantes dans une pâtisserie, huile sur toile[46].
  - musée du Louvre : 
    - Lise Aubin de Fougerais, 1817, huile sur toile, 41 × 32 cm[47];
    - Portrait de l'artiste, 1825, huile sur toile[48];
    - Un condamné à mort exorté par un capucin au moment de partir pour le supplice, Salon de 1819, huile sur toile, 55,6 × 69,5 cm[49];
    - Portrait d'Hortense Ballu, future Mme Alphonse Jacob-Desmalter, 1831, huile sur toile, 100 × 82 cm[50];
    - Ensemble de 12 dessins[51]
- Quimper, musée des Beaux-Arts : Paysanne romaine, huile sur toile, 73,3 × 59,3 cm[52]
- Riom, musée Mandet : Les Joueurs de guitare, v. 1820-1845, huile sur toile, 40 × 32 cm[53],[54],[55].
- Rouen, musée des Beaux-Arts : La confirmation par un évêque grec dans la basilique Sainte-Agnès-hors-les-murs, Salon de 1814, huile sur toile, 149,5 × 201 cm[56],[57];
- Saint-François (Guadeloupe), musée des Beaux-Arts de Saint-François :
  - Portrait d'homme, années 1800, huile sur toile, 64,5 × 54 cm;
  - Une jeune Italienne s'abritant du soleil sous son tambour de basque, vers 1840, huile sur toile, 36,5 × 52 cm.
- Toulouse, musée des Augustins : Deux Merveilleuses, vers 1810-1840, huile sur toile, 65 × 54,4 cm[58].
- Tours, musée des Beaux-Arts : Le Jeu de la main chaude, 1812, huile sur toile.
- Versailles, musée national des Châteaux de Versailles et de Trianon : 
  - Étienne de Jouy, Salon de 1835, huile sur toile, 91 × 73 cm[59],[60];
  - Marie-Fortunée d'Este, princesse de Conti, copie d'un portrait de famille, 1836, huile sur toile, 55 × 44 cm[61];
  - Claude, comte de Choiseul, maréchal de France, 1835, huile sur toile, 73,5 × 54,4 cm, commande du roi Louis-Philippe pour le musée historique de Versailles en 1835[62],[63].
  - Guy-Michel de Durfort, duc de Lorges, maréchal de France (1704-1773), 1835, huile sur toile, 73,5 × 57,5 cm, commande du roi Louis-Philippe pour la galerie militaire de Versaille[64],[65].
  - Prise de Thionville, 23 juin 1558, dit aussi François de Lorraine, duc de Guise, recevant la reddition des troupes espagnoles après la prise de Thionville, 23 juin 1558, 1837, huile sur toile, 86,5 × 119,6 cm, MV 63[66],[67].
  - Le pape Eugène III reçoit les ambassadeurs du roi de Jérusalem, 1145, 1838-1839, huile sur toile, 73 × 115,8 cm, commande du roi Louis-Philippe pour les Salles des Croisades à Versailles, Salon de 1840 (no 809)[68],[69].

Italie
- Lugo, Rocca Estense, Portrait de Gioachino Rossini, 1828, huile sur toile, 120 × 95 cm[70] ;

Suède
- Stockholm, Nationalmuseum : 
  - Jeune femme au carnet de croquis, années 1810, huile sur toile, 40,5 × 32,5 cm[71].
  - Portrait d'Ours-Joseph-Augustin de Besenval (1776-1831), 1820-1845, huile sur toile, 73,5 × 59 cm[72].

Suisse
- Genève, musée d'Art et d'Histoire : Scène italienne, daté de Turin, 1813, huile sur toile, 61,6 × 73,8 cm, BA 1998-0360[73]

Œuvres d'Hortense Haudebourt-Lescot
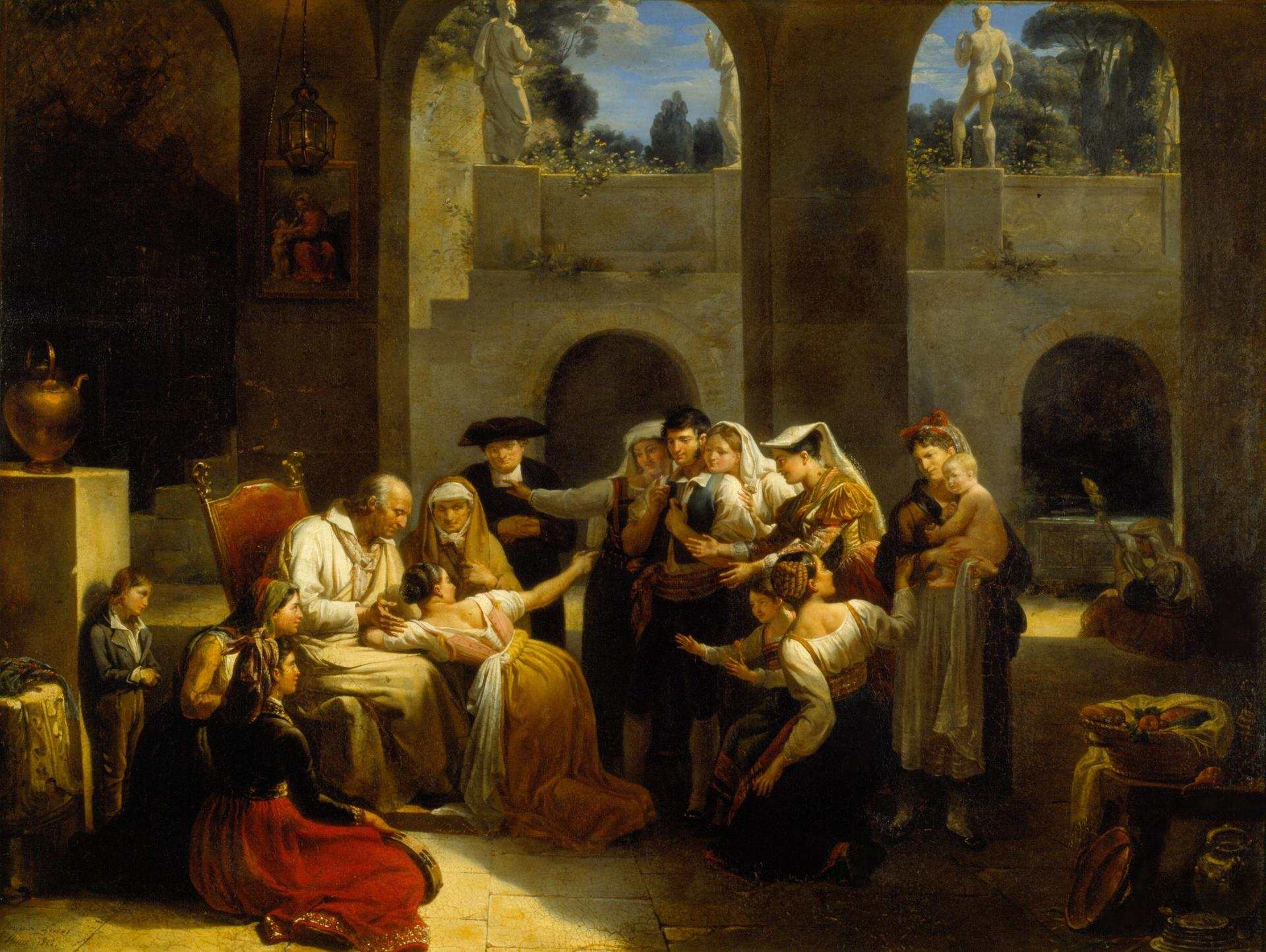
Le Jeu de la main chaude (1812), musée des Beaux-Arts de Tours.
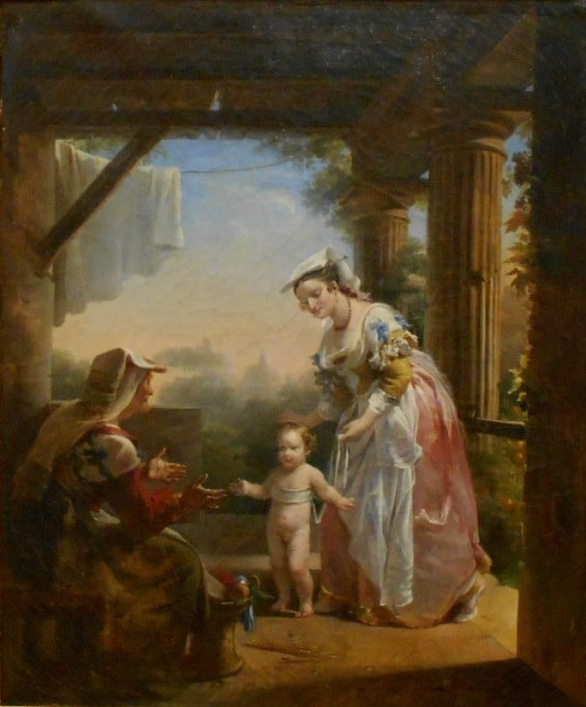
Les Premiers pas de l'enfance, 1818 musée des Beaux-Arts de Libourne
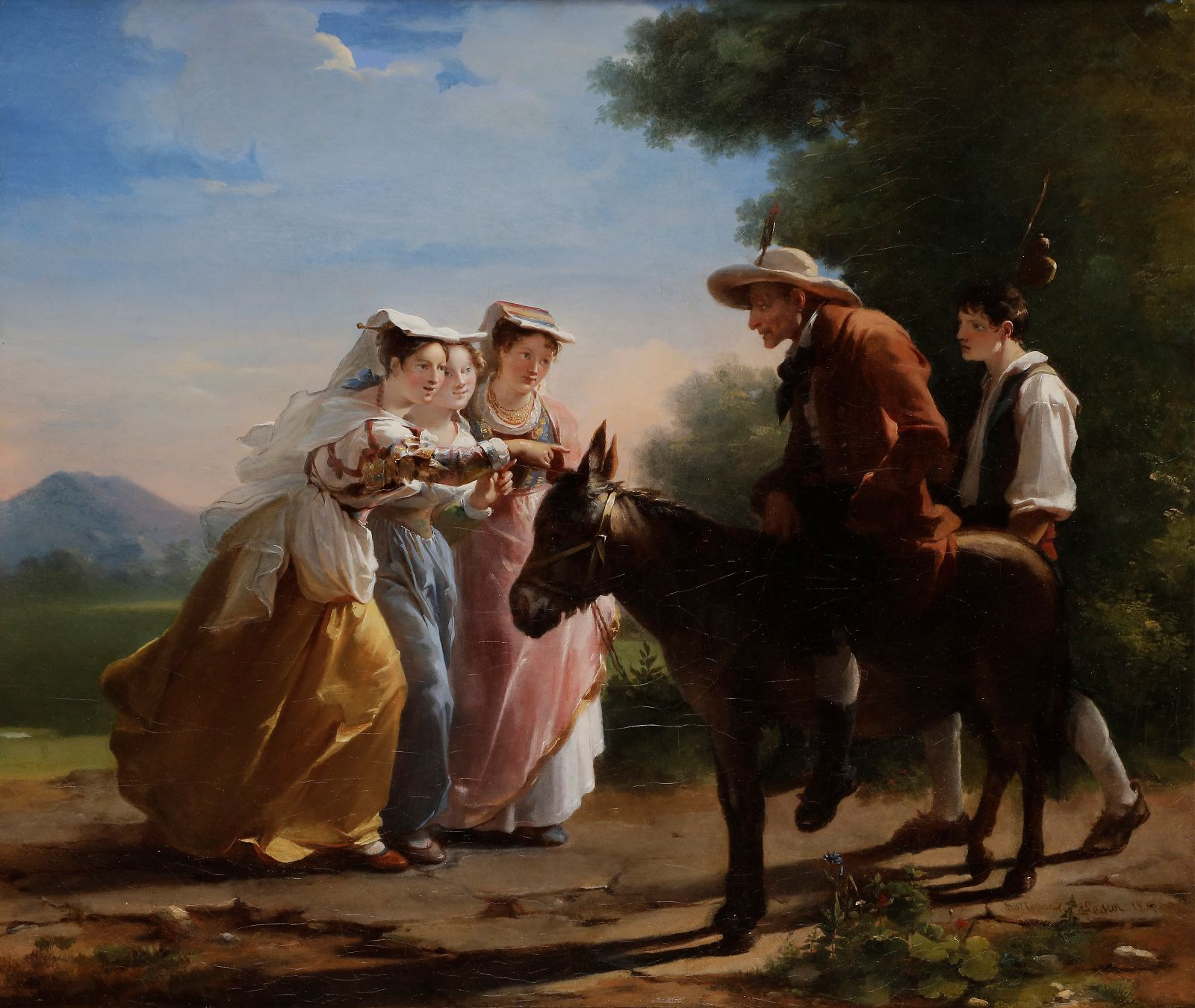
Le Meunier, son fils et l’âne (1819) musée Fabre.
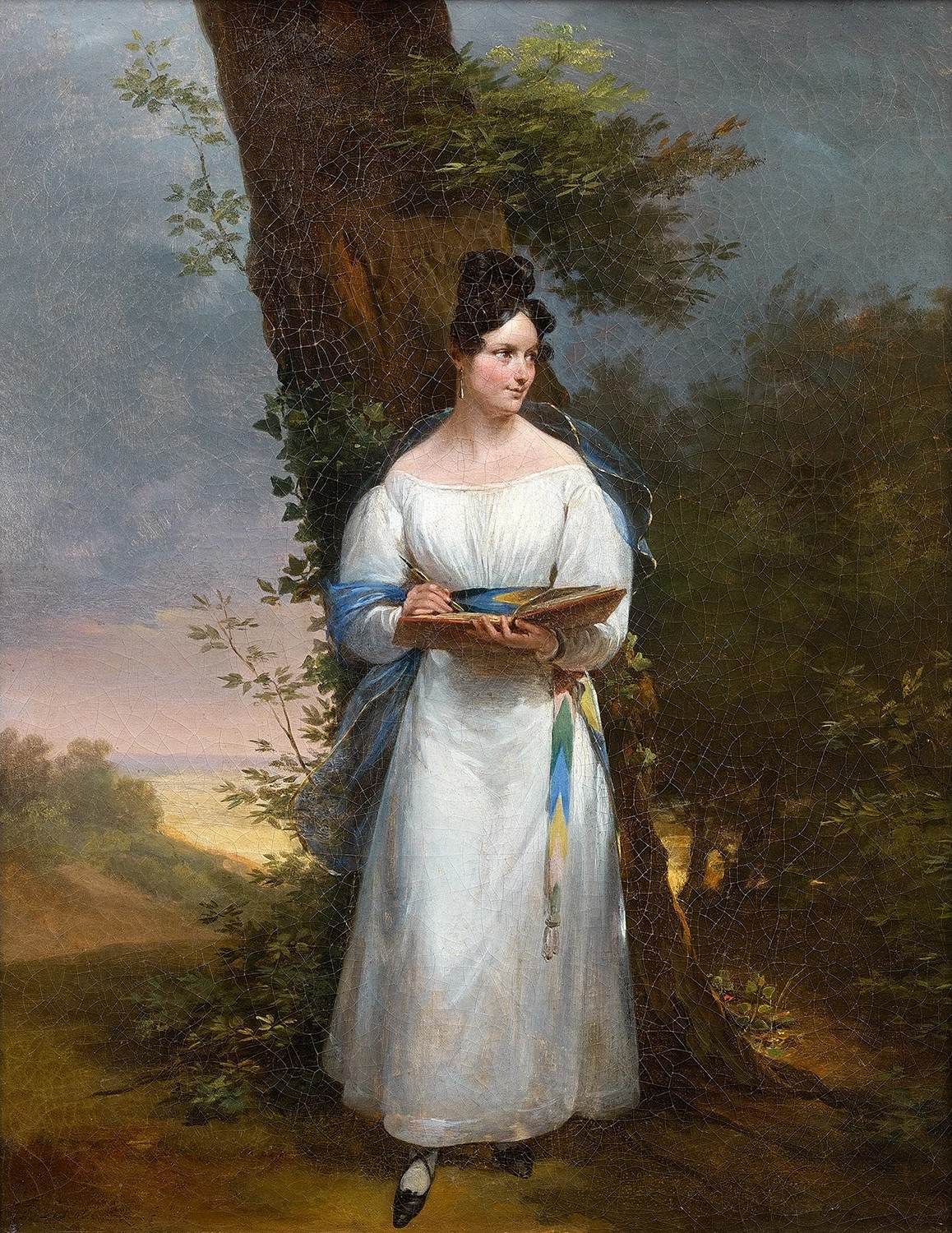
Jeune femme au carnet de croquis, années 1810 (Stockholm, Nationalmuseum)
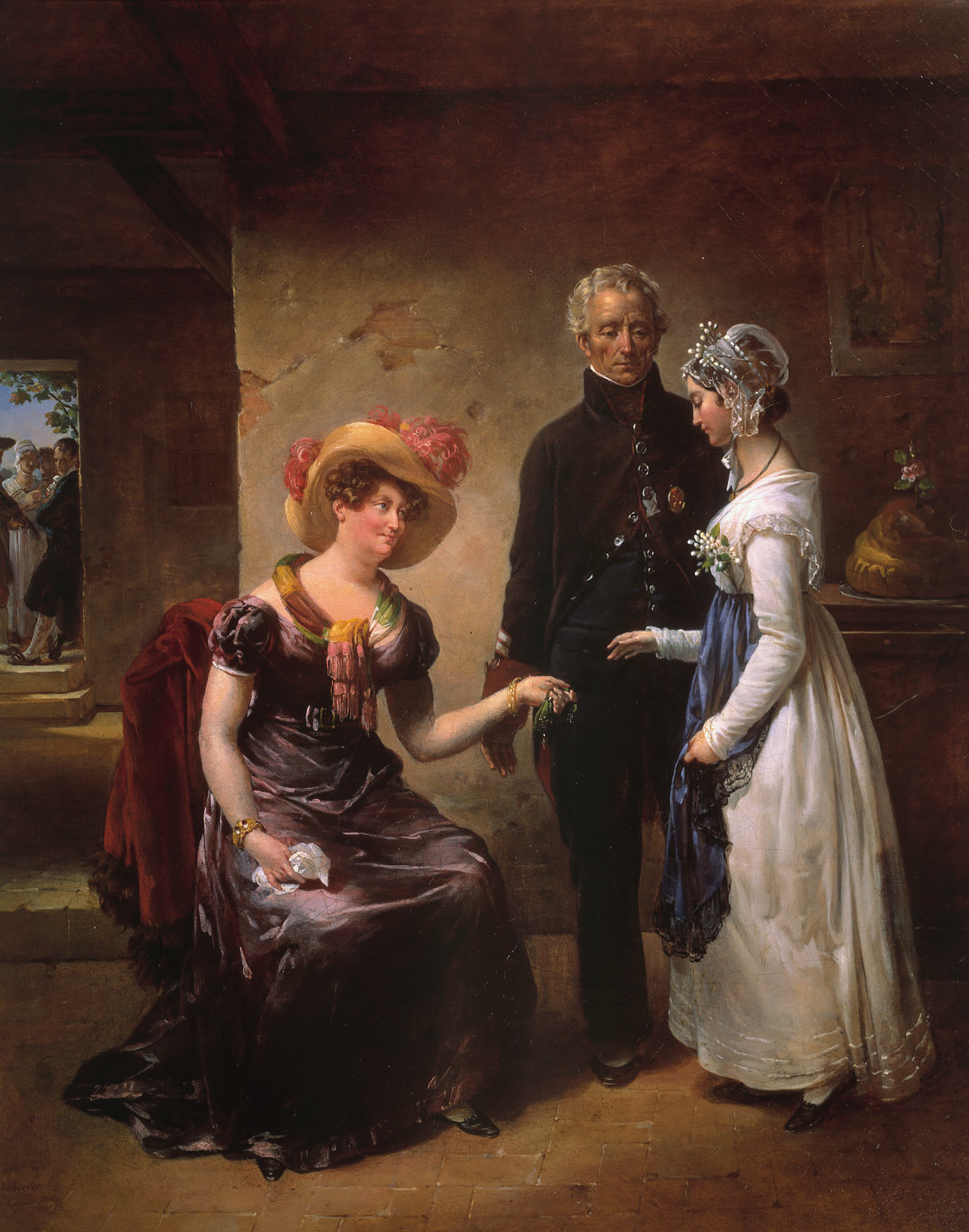
La Générosité de la duchesse d'Angoulême (1821), collection privée.
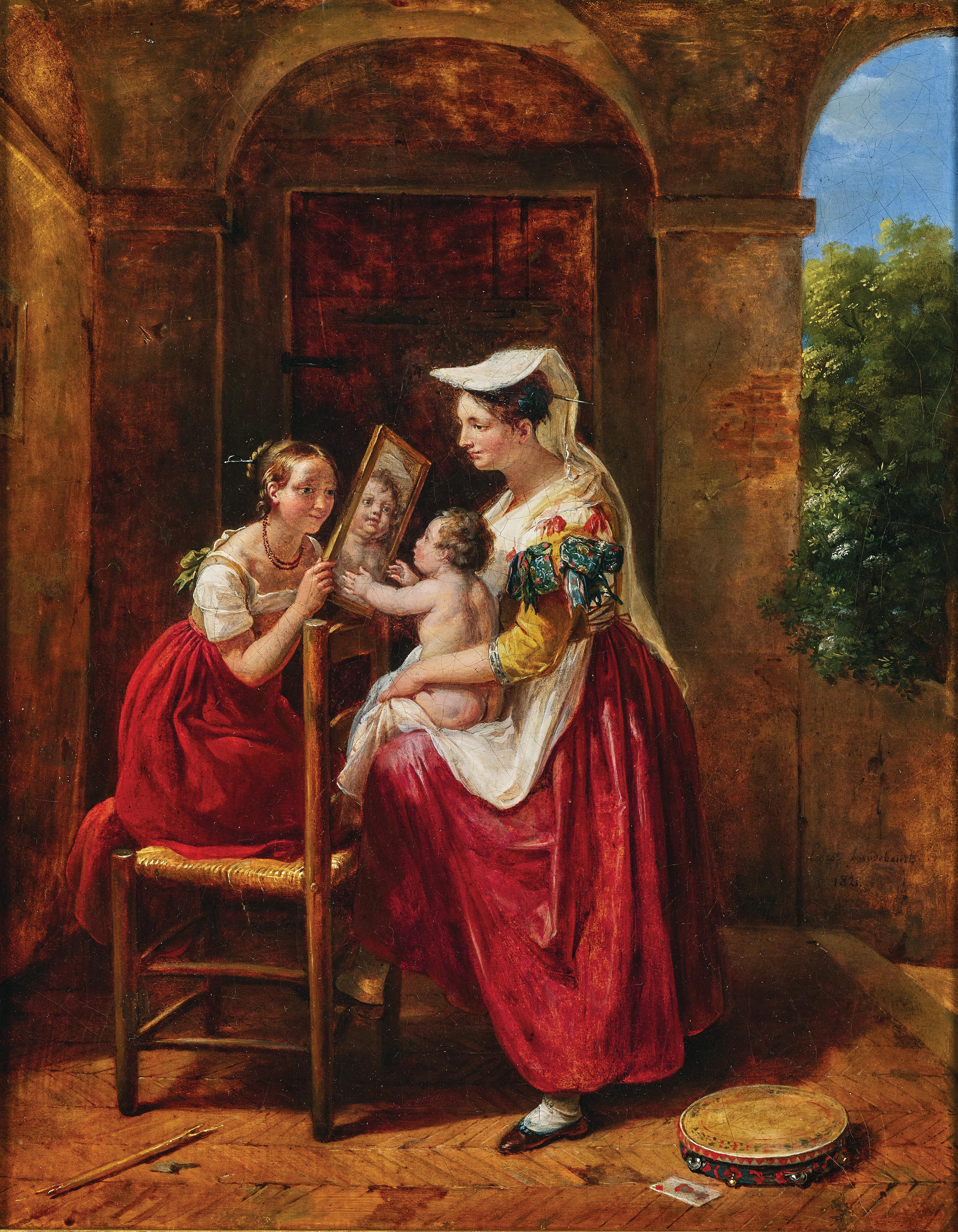
Un enfant se regardant dans un miroir (1821), collection privée
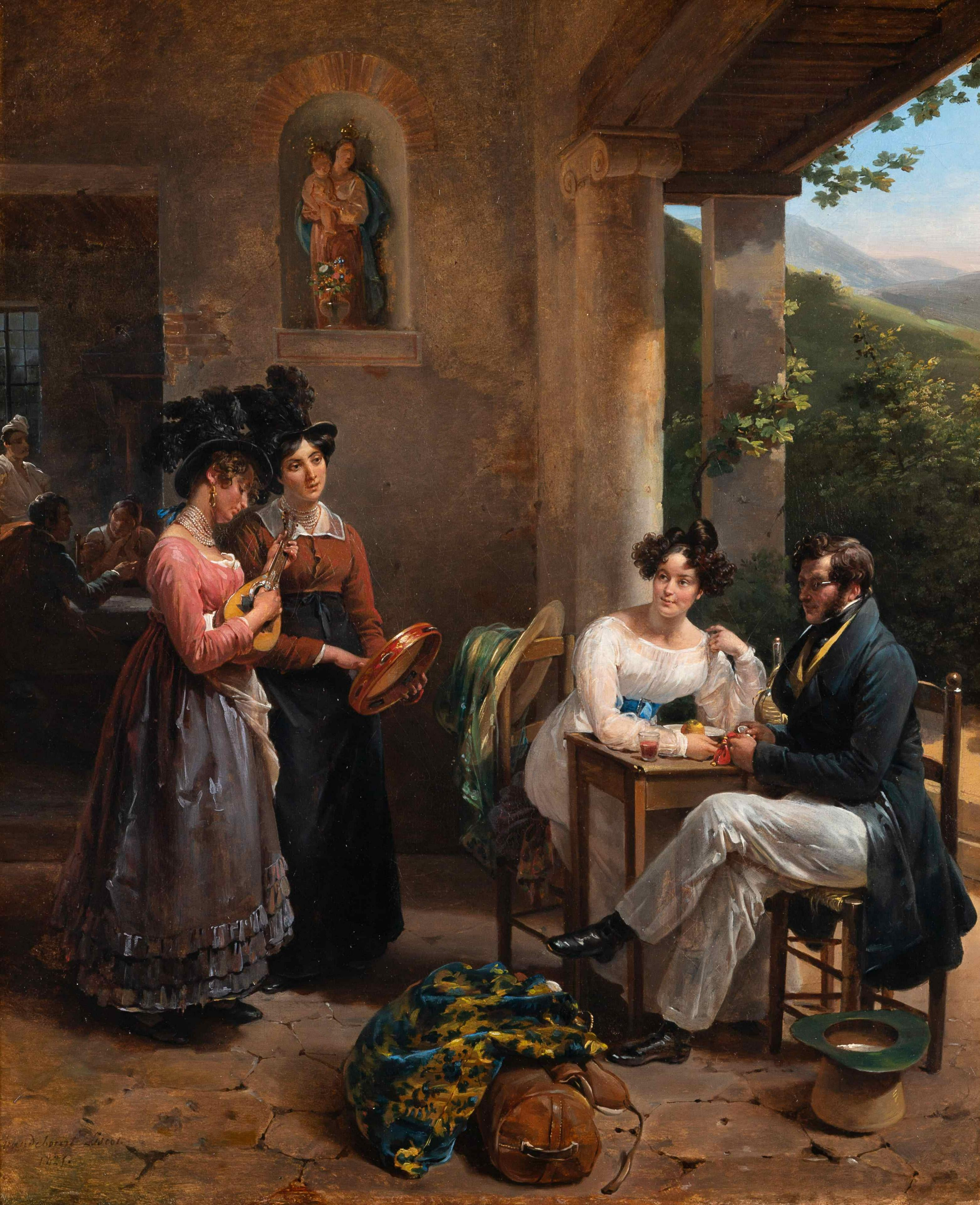
Le Voyage de noces (1825), Williamstown, Clark Art Institute
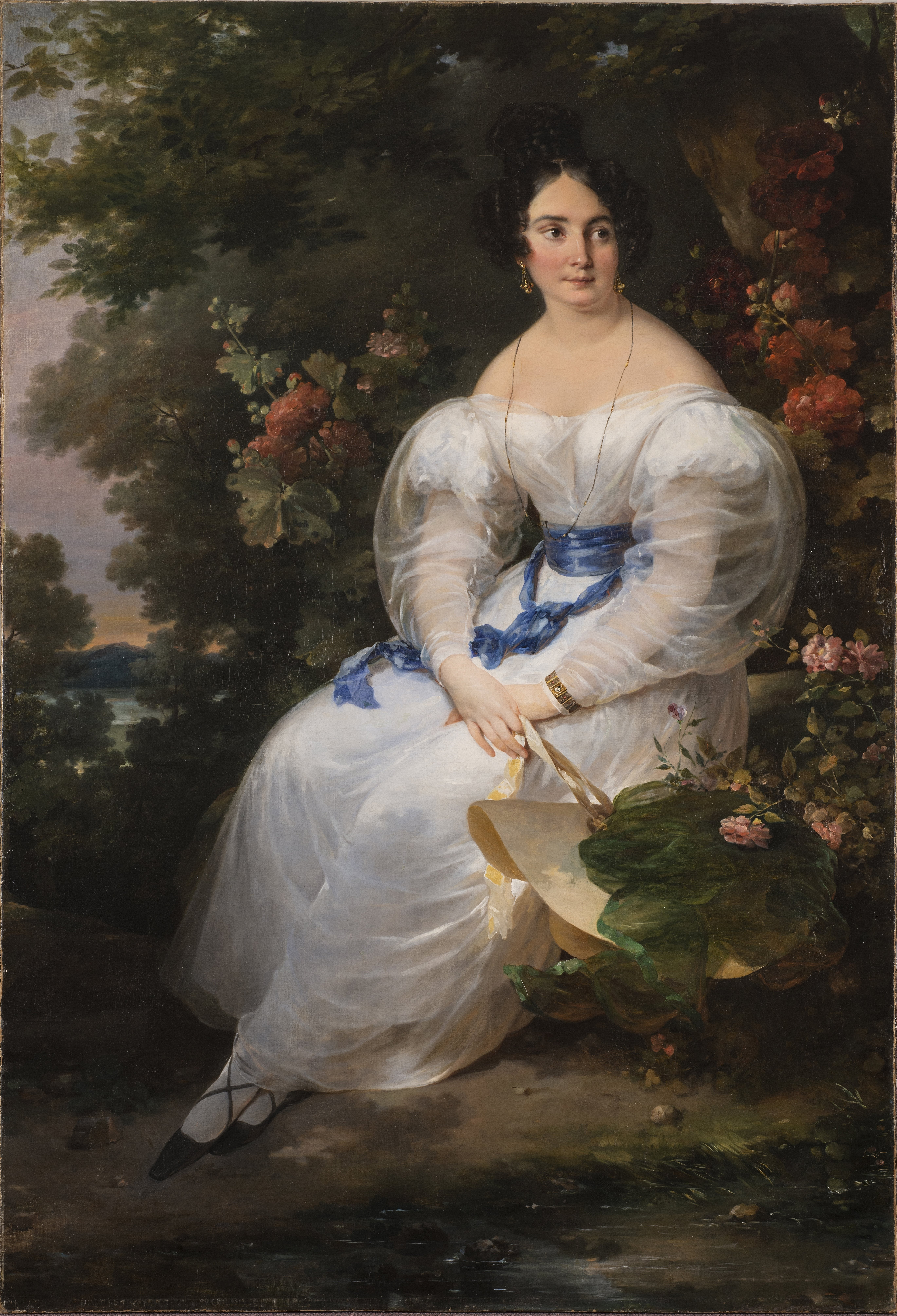
Jeune fille assise à l'ombre d'un arbre, vers 1830, National Museum of Women in the Arts
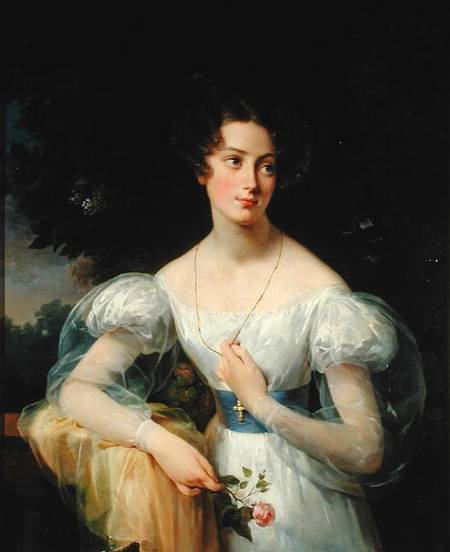
Hortense Ballu, Mme Alphonse Jacob-Desmalter, 1831, (Paris, musée du Louvre).
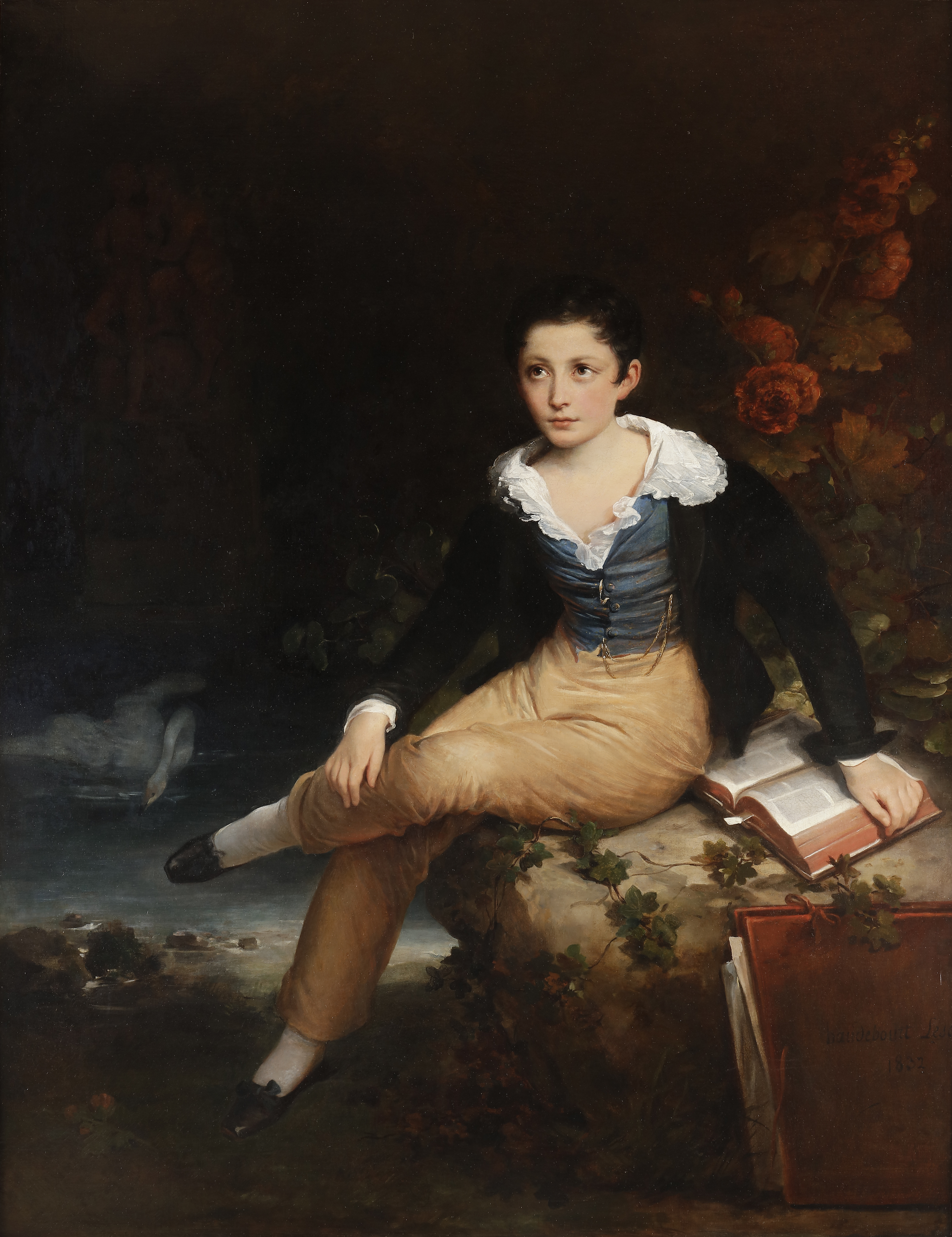
Portrait de Louis Philippe Léon Haudebourt (1820-après 1850), fils de l'artiste, 1832, marché de l'art
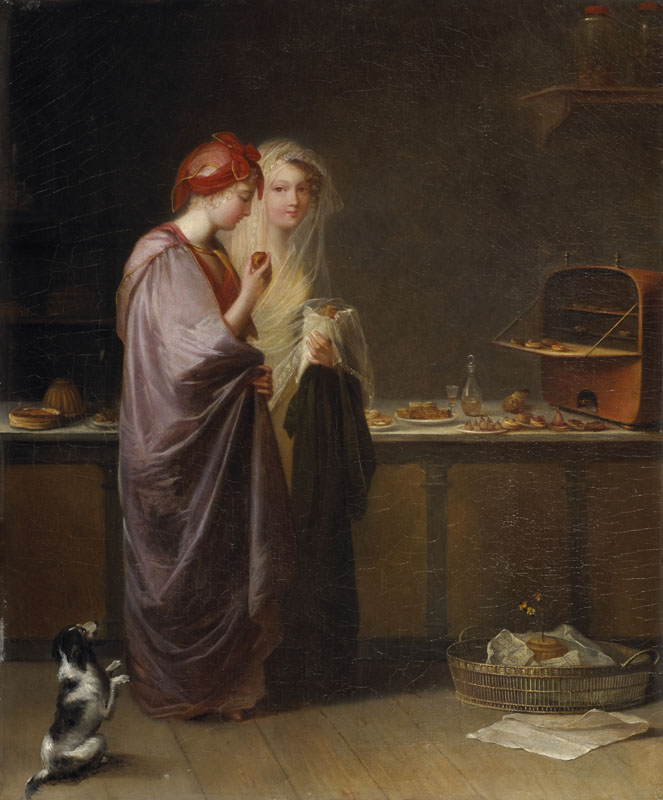
Deux Merveilleuses, musée des Augustins de Toulouse.